# Partit Afro-Shirazi

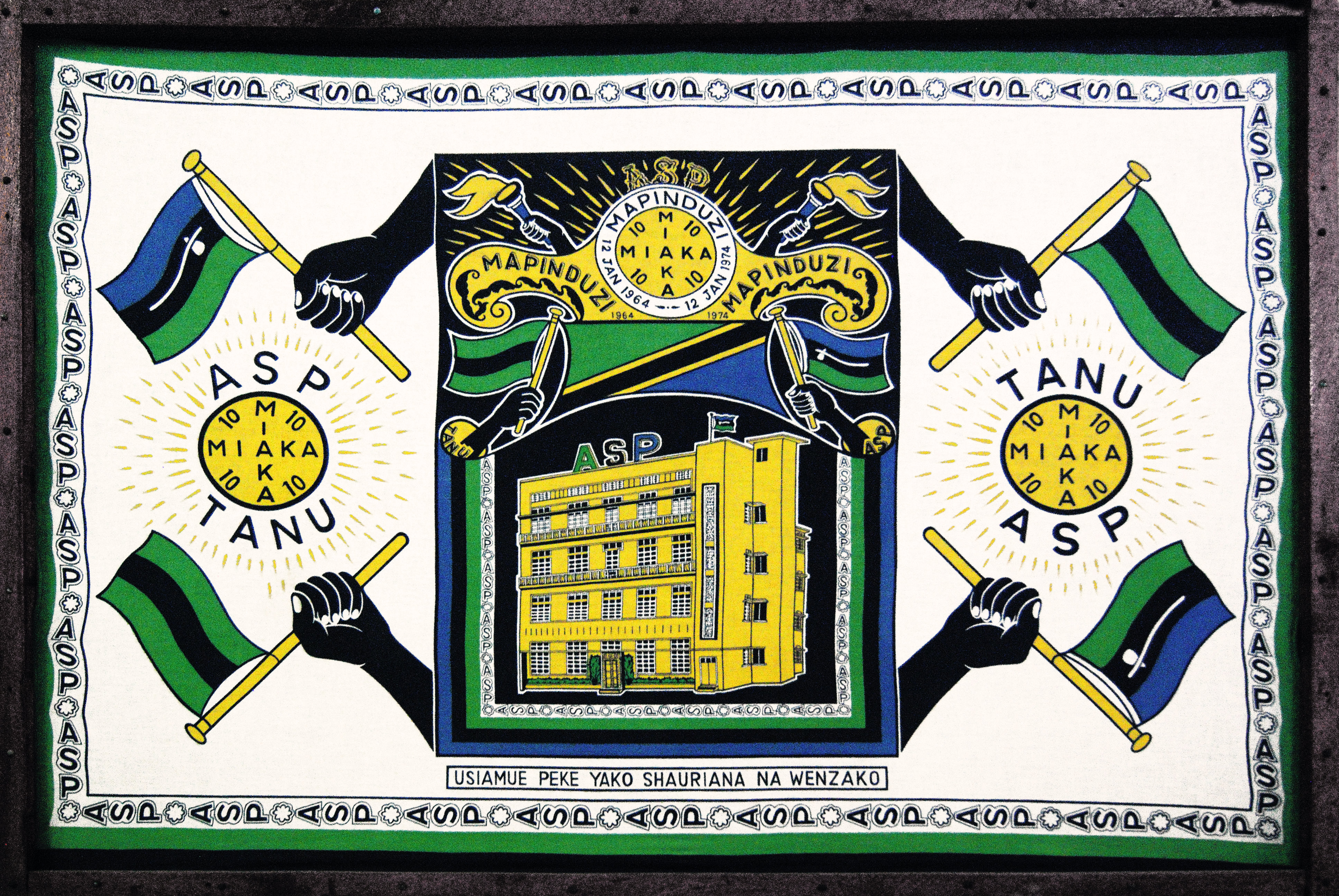
Un kanga celebrant la fusió del TANU i l'ASP (Museu de House of Wonders, Stone Town, Zanzíbar)

El Partit Afro-Shirazi (en anglès: Afro-Shirazi Party o, per les seves sigles, ASP) era un partit polític marxista-leninista, nacionalista africà de Zanzíbar format pel Partit Shirazi Shiraz i el Partit Afro-Africà.
En les eleccions generals de Zanzíbar de 1963, l'ASP va obtenir 13 escons i la majoria dels vots emesos, però les eleccions van acabar afavorint al Partit Nacionalista de Zanzíbar i a l'aliança del Partit Popular de Zanzíbar i Pemba, que van obtenir conjuntament 18 escons. Insatisfets amb tan injusta representació en el parlament, l'ASP, encapçalat per Abeid Karume, va col·laborar amb el Partit Umma per a iniciar la Revolució de Zanzíbar el 12 de gener de 1964. La revolució va enderrocar al Sultanat de Zanzíbar i va establir la República Popular de Zanzíbar, governada per Abeid Karume. Després de l'establiment de la república, l'ASP va prohibir els anteriors partits governants: la Paritat Nacionalista de Zanzíbar i el Partit Popular de Zanzíbar i Pemba. El 5 de febrer de 1977, el partit es va unir a la Unió Nacional Africana de Tanganika (TANU) per a formar Partit de la Revolució (CCM).